# 齊爾峰
46°41′34″N 11°00′47″E / 46.69269°N 11.013137°E

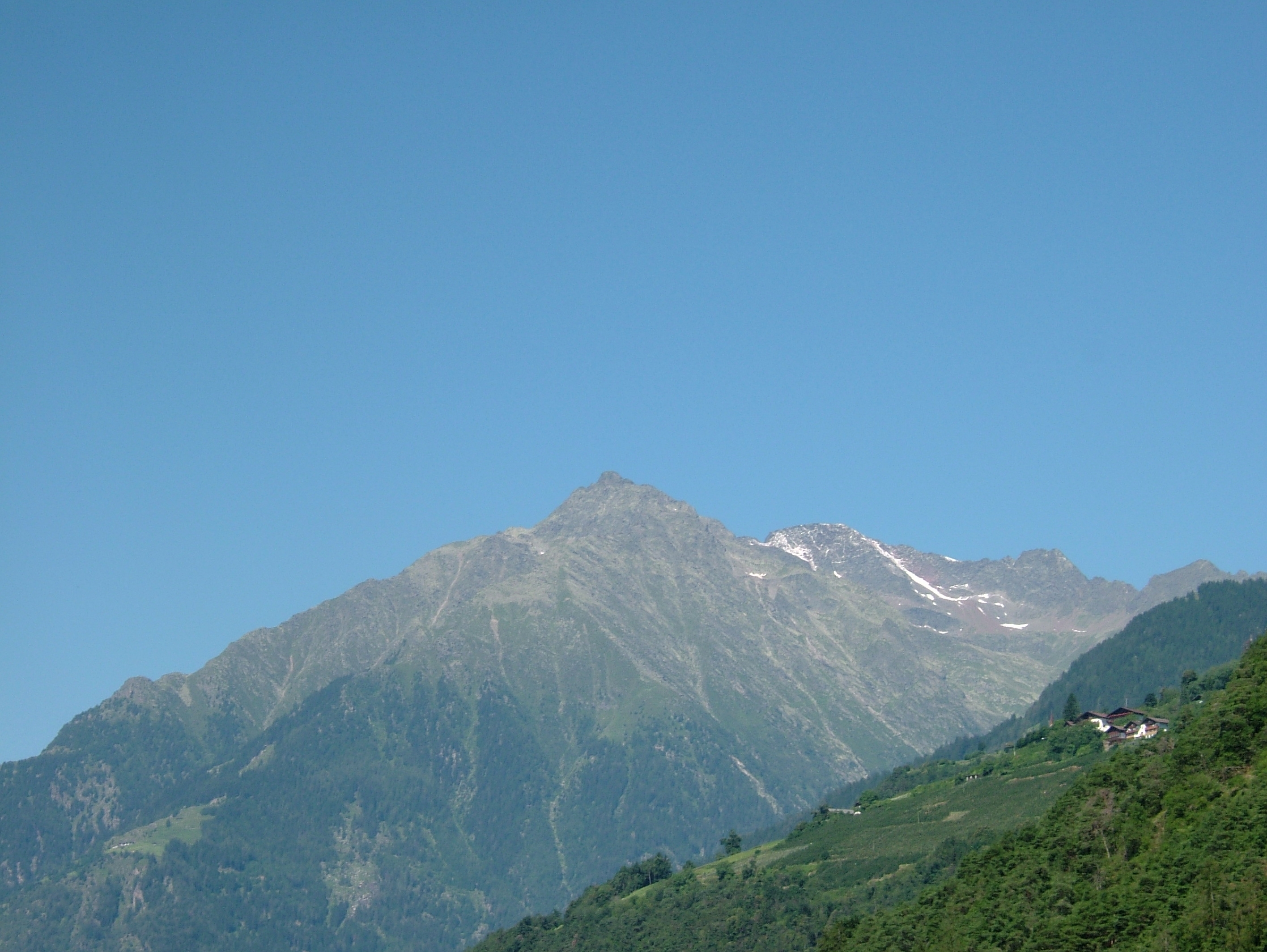

齊爾峰（義大利語：Zielspitze），是意大利的山峰，位於該國東北部，由博爾扎諾-南蒂羅爾自治省負責管轄，屬於奧茨塔爾阿爾卑斯山脈的一部分，海拔高度3,006米。